# Кировоградская областная государственная администрация
Кировоградская областная государственная администрация, КОГА (укр. Кіровоградська обласна державна адміністрація, КОДА) — орган исполнительной власти в Кировоградской области Украины.

## Сведения
Кировоградская областная государственная администрация является местным органом исполнительной власти и входит в систему органов исполнительной власти.
В пределах своих полномочий она осуществляет исполнительную власть на территории Кировоградской области, а также реализует полномочия, делегированные ей Кировоградским областным советом.
Глава областной государственной администрации назначается Президентом Украины по представлению премьер-министра.

## Руководство
- Глава — Райкович Андрей Павлович.
- Первый заместитель — Конопко Павел Алексеевич.
- Заместитель — Шеремет Сергей Викторович.
- Заместитель — Полищук Сергей Юрьевич.
- Заместитель — Колтунова Екатерина Сергеевна.
- Руководитель аппарата — Смаглюк Василий Витальевич.

## Список глав администрации
| Фото | Имя                                                             | Годы жизни | Начало срока     | Конец срока      | Примечания                                                |
| ---- | --------------------------------------------------------------- | ---------- | ---------------- | ---------------- | --------------------------------------------------------- |
|      | Николай Алексеевич Сухомлин Микола Олексійович Сухомлин         | род. 1940  | 31 марта 1992    | 26 июня 1994     | Представитель Президента Украины в Кировоградской области |
|      | Николай Алексеевич Сухомлин Микола Олексійович Сухомлин         | род. 1940  | 7 июля 1995      | 17 сентября 1996 |                                                           |
|      | Михаил Филиппович Громовой Михайло Пилипович Громовий           | 1940—2020  | 22 сентября 1996 | 2 октября 1998   |                                                           |
|      | Михаил Владимирович Башкиров Михайло Володимирович Башкіров     | 1949—1999  | 2 октября 1998   | 2 февраля 1999   | погиб в ДТП                                               |
|      | Валерий Михайлович Кальченко Валерій Михайлович Кальченко       | род. 1947  | 8 февраля 1999   | 3 ноября 1999    |                                                           |
|      | Василий Кузьмич Моцный Василь Кузьмович Моцний                  | род. 1952  | 3 ноября 1999    | 15 июля 2003     |                                                           |
|      | Михаил Иванович Черновол Михайло Іванович Черновол              | род. 1950  | 15 июля 2003     | 5 марта 2004     |                                                           |
|      | Василий Александрович Компаниец Василь Олександрович Компанієць | род. 1954  | 5 марта 2004     | 27 января 2005   |                                                           |
|      | Эдуард Джангирович Зейналов Едуард Джангірович Зейналов         | род. 1963  | 4 февраля 2005   | 3 мая 2006       |                                                           |
|      | Вадим Олегович Черныш Вадим Олегович Черниш                     | род. 1971  | 3 мая 2006       | 1 ноября 2007    |                                                           |
|      | Василий Кузьмич Моцный Василь Кузьмович Моцний                  | род. 1952  | 10 декабря 2007  | 27 июня 2009     |                                                           |
|      | Владимир Петрович Мовчан Володимир Петрович Мовчан              | род. 1951  | 22 сентября 2009 | 6 апреля 2010    |                                                           |
|      | Сергей Николаевич Ларин Сергій Миколайович Ларін                | род. 1962  | 6 апреля 2010    | 9 января 2013    |                                                           |
|      | Андрей Иванович Николаенко Андрій Іванович Ніколаєнко           | род. 1979  | 9 января 2013    | 2 марта 2014     |                                                           |
|      | Александр Владиславович Петик Олександр Владиславович Петік     | род. 1963  | 2 марта 2014     | 16 сентября 2014 |                                                           |
|      | Сергей Анатольевич Кузьменко Сергій Анатолійович Кузьменко      | род. 1975  | 16 сентября 2014 | 11 июня 2019     |                                                           |
|      | Сергей Петрович Коваленко Сергій Петрович Коваленко             | род. 1969  | 11 июня 2019     | 27 июня 2019     | исполняющий обязанности                                   |
|      | Светлана Васильевна Лобанова Світлана Василівна Лобанова        | род. 1962  | 27 июня 2019     | 8 ноября 2019    | исполняющая обязанности                                   |
|      | Андрей Богданович Балонь Андрій Богданович Балонь               | род. 1982  | 8 ноября 2019    | 27 июня 2020     |                                                           |
|      | Игорь Валерьевич Кузьмин Ігор Валерійович Кузьмін               | род. 1974  | 27 июня 2020     | 27 августа 2020  | исполняющий обязанности                                   |
|      | Андрей Валерьевич Назаренко Андрій Валерійович Назаренко        | род. 1979  | 27 августа 2020  | 15 апреля 2021   |                                                           |
|      | Валерий Александрович Жалдак Валерій Олександрович Жалдак       | род. 1977  | 15 апреля 2021   | 27 мая 2021      | исполняющий обязанности                                   |
|      | Мария Владимировна Чёрная Марія Володимирівна Чорна             | род. 1974  | 27 мая 2021      | 8 марта 2022     |                                                           |
|      | Андрей Павлович Райкович Андрій Павлович Райкович               | род. 1956  | 8 марта 2022     | н. в.            |                                                           |